# Aéroport de Chesterfield Inlet
L'aéroport de Chesterfield Inlet (code IATA : YCS • code OACI : CYCS) est situé à Chesterfield Inlet dans la région de Kivalliq au Nunavut (Canada). Il est exploité par le gouvernement du Nunavut.

## Compagnies et destinations
| Compagnies | Destinations |
| ---------- | ------------ |
| Calm Air   | Rankin Inlet |

Édité le 16/05/2025

## Annexe